# 吴芳 (艺人)
吳芳(Wu Fang,Aniko，1989年2月2日—)，前亞洲電視藝員，2007年亞洲小姐競選中國內地總決賽冠軍，就讀2008年aTV藝員訓練班。2009年離開亞視，返回中國內地發展，其後曾參與選秀節目《加油！東方天使》。吳芳在中國傳媒大學畢業後，于北京發展事業。，M Square Agency Ltd.及個人工作室旗下藝人。

## 簡歷
2017年，她秋季簽約 M Square Agency Ltd. ，以半工讀形式當模特兒 (與孫辰、溫心、谷祖琳、李蘊)。
2018年，曾簽約正式加盟個人工作室旗下 (與孫辰、溫心、谷祖琳、李蘊、劉德華)

## 演出作品

### 節目主持（亞洲電視）
- 2007年：《數碼天使信息》
- 2008年：《樂壇風雲50年》 ──鄧麗君之夜
- 2008年：《選美風雲50年》——第五集嘉賓
- 2008年：《高清打機王》 ──第二集嘉賓
- 2008年：《清涼夏水禮》
- 2009年：《鴻圖大展 牛氣沖天》宣傳片

### 音樂作品

#### 歌曲
- 2017年：信者High爆（和孫辰合唱）
- 2018年：妖怪體操第一（和孫辰合唱）

## 獎項
- 2007年亞洲小姐競選中國內地湖北賽區  ──冠軍
- 2007年亞洲小姐競選中國內地賽區總決賽 ──冠軍
- 2007年亞洲小姐競選中國內地賽區總決賽 ——最佳肌膚獎